# Banys Gellért

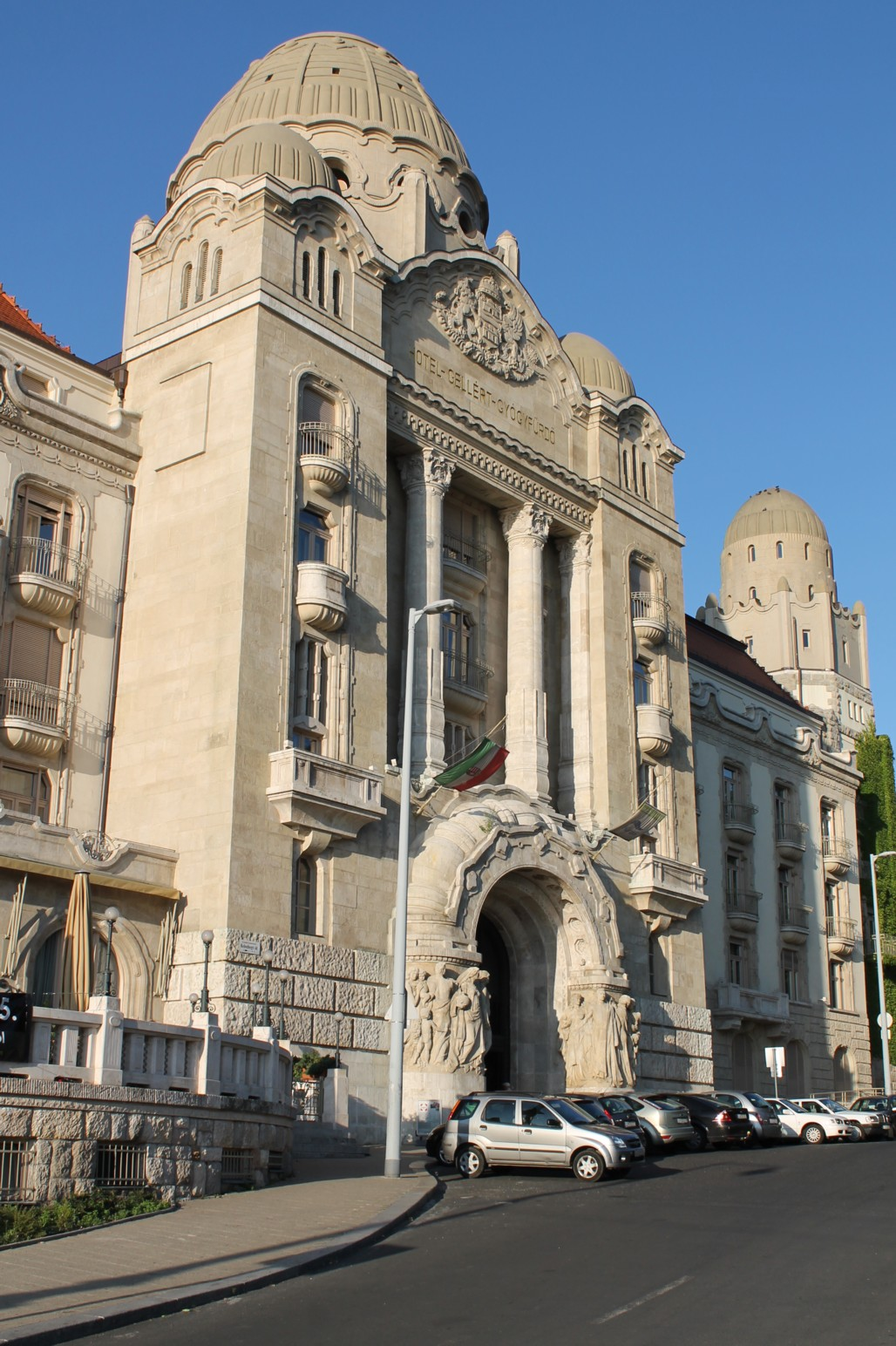
Façana dels Banys Gellért

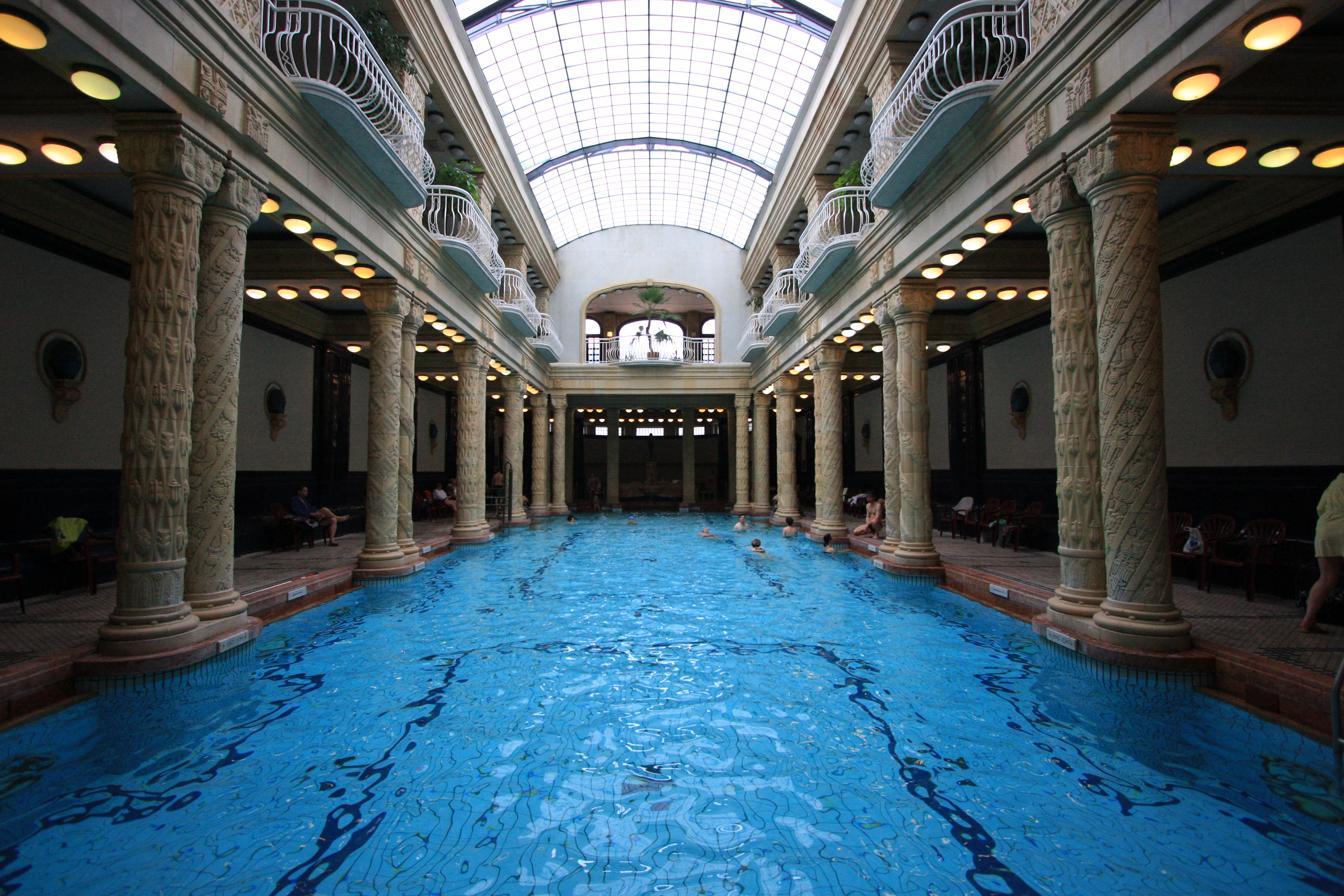
La piscina interior dels Banys Gellért

Els Banys Gellért o Balneari Gellért (en hongarès Gellért fürdő) són un complex termal de Budapest, Hongria, un dels més coneguts i importants entre els molts que hi ha en aquesta ciutat..
Es troben al sector de Buda, al peu del turó Gellért i són un annex de l'històric Hotel Gellért.
En Hongarès, Gellért equival a Gerard i fa referència a Gerard Sagredo, sant evangelitzador d'Hongria.
Aquest complex termal va obrir les portes l'any 1918. L'edifici adopta l'estil característic del Modernisme hongarès, amb un ús abundant, en la decoració, dels vitralls (obra de l'important vitraller Miksa Róth), el mosaic i els materials ceràmics (especialment l'anomenat pirogranit, produït per la manufactura Zsolnay, d'ús molt freqüent en tot el modernisme hongarès). El 1927 va incorporar la piscina d'onades exterior i el 1934 una piscina d'aigua efervescent. Va resultar afectat durant la Segona Guerra Mundial, però pràcticament no va interrompre la seva activitat. Els anys 2007-2008 va ser objecte d'una completa rehabilitació.
L'element més emblemàtic del tot el conjunt és la piscina interior flanquejada per columnes. Consta, en total, de vuit piscines interiors i de dues piscines exteriors, una d'elles la piscina d'onades. A banda, s'hi ofereixen tots els serveis propis d'un centre termal.